# Eupanacra perakana
Eupanacra perakana är en fjärilsart som beskrevs av Rothschild 1894. Eupanacra perakana ingår i släktet Eupanacra och familjen svärmare. Inga underarter finns listade i Catalogue of Life.